# Стшижево-Вітковське
Стшижево-Вітковське (пол. Strzyżewo Witkowskie, нім. Königlich Strzyzewo, 1939-45: Tiefenbach) — село в Польщі, у гміні Вітково Гнезненського повіту Великопольського воєводства.
Населення — 123 особи (2011).
У 1975-1998 роках село належало до Конінського воєводства.

## Демографія
Демографічна структура станом на 31 березня 2011 року:
|          | Загалом | Допрацездатний вік | Працездатний вік | Постпрацездатний вік |
| -------- | ------- | ------------------ | ---------------- | -------------------- |
| Чоловіки | 55      | 13                 | 35               | 7                    |
| Жінки    | 68      | 16                 | 37               | 15                   |
| Разом    | 123     | 29                 | 72               | 22                   |